# لین شی‌یو
لین شی‌یو (انگلیسی: Lin Xiyu; چینی: 林希妤؛ زادهٔ ۲۵ فوریه ۱۹۹۶) همچنین با نام شی یو لین و نام انگلیسی جانت (Janet) نیز شناخته می‌شود، ورزشکار گلف اهل چین است. او برندهٔ مدال برنز در بازی‌های المپیک تابستانی ۲۰۲۴ شده است.

## حرفه ورزشی
لین در سال ۲۰۱۱ تبدیل به بازیکن حرفه‌ای گلف شد و شروع به بازی در تور ال‌پی‌جی‌ای چین کرد، جاییکه برای هفت بار قهرمان شد. او در سال ۲۰۱۳ شروع به بازی در تور اروپایی زنان کرد.
لین در سال ۲۰۱۴ بازی در تور ال‌پی‌جی‌ای را آغاز کرد و در سال ۲۰۱۵ به جایگاه شماره پنج تورنومنت بلو بِی ال‌پی‌جی‌ای دست یافت.
لین در بازی‌های المپیک تابستانی ۲۰۱۶ به جایگاه شماره ۳۸ رسید.
لین در سال ۲۰۲۳، در رویداد آرامکو تیم سریز در باشگاه گلف هنگ کنگ، برندهٔ عنوان انفرادی شد.
لین شی‌یو در بازی‌های المپیک تابستانی ۲۰۲۴ برندهٔ مدال برنز شد.